# Gui Ier de Bar-sur-Seine
Gui Ier de Bar-sur-Seine (né vers 1105, † vers 1146) est comte de Bar-sur-Seine en Champagne.

## Biographie
Gui est le fils de Milon II de Bar-sur-Seine, et de Mathilde de Noyers (fille de Milon II de Noyers et de Anne (famille d'origine inconnue).
Il devient comte de Bar-sur-Seine à la mort de son père Milon II.
À sa mort, son fils Milon III, croisé, étant en Terre-Sainte avec Henri Ier, Comte de Champagne, le comté de Bar-sur-Seine est alors administré par sa femme Pétronille de Chacenay.

## Mariage et enfants
Il épouse Pétronille de Chacenay, fille de Anséric II de Chacenay et de Hombeline (famille d'origine inconnue). Ils eurent plusieurs enfants connus :
- Milon III de Bar-sur-Seine, qui succède à son père ;
- Guillaume de Bar-sur-Seine, probablement mort jeune (avant 1151) et sans descendance[2] ;
- Gui de Bar-sur-Seine, probablement mort jeune (avant 1151) et sans descendance[2] ;
- Manassès de Bar-sur-Seine, qui succède à son frère ;
- Thibaut de Bar-sur-Seine, seigneur de Champlost, qui épouse Marguerite de Chacenay (fille de Jacques Ier de Chacenay et de Agnès de Brienne), dont il a deux filles : Pétronille de Bar-sur-Seine (épouse de Gui de Chappes, seigneur de Jully-sur-Sarce) et Agnès de Bar-sur-Seine (épouse de Philippe, seigneur de Plancy) ;
- Ermesinde de Bar-sur-Seine, qui épouse Anseau II de Traînel puis Thiébaut Ier de Bar.

Certains historiens ont pensé que l'épouse de Gui de Bar-sur-Seine était Isabelle de Villemaur, mais il s'agit très certainement d'une erreur.

### Sources
- Marie Henry d'Arbois de Jubainville, Histoire des Ducs et Comtes de Champagne, 1865.
- Lucien Coutant, Histoire de la ville et de l'ancien comté de Bar-sur-Seine, 1854.